# ミラン・リストフスキ
ミラン・リストフスキ（マケドニア語: Милан Ристовски, ラテン文字転写: Milan Ristovski、1998年4月8日 - ）は、北マケドニア・スコピエ出身の同国代表プロサッカー選手。ボヘミアンズ1905所属。ポジションはFW。
同じく北マケドニア代表サッカー選手のステファン・リストフスキは実兄。

## 経歴

### クラブ
地元クラブであるFKラボトニツキでプロキャリアをスタート。2014年11月22日、弱冠16歳にしてプロデビューを飾った。
2017年2月、兄も在籍しているクロアチアのHNKリエカに6月までの契約で期限付き移籍。2017年7月、HNKリエカに買取オプション付きの期限付き移籍で再加入。2018年7月、買取オプションが行使されHNKリエカに完全移籍。
2021年7月、1月から期限付き移籍で在籍していたFCスパルタク・トルナヴァに3年契約で完全移籍。
2024年1月1日、ボヘミアンズ1905に移籍した。

### 代表
ユース年代から北マケドニア代表歴がある。
2021年5月20日、フル代表未出場ながらUEFA EURO 2020参加メンバーに選出された。EURO開幕直前の6月4日、カザフスタン代表とのフレンドリーマッチでフル代表デビューを果たし、この試合で代表初ゴールも決めた。

## 個人成績
| 北マケドニア代表 | 国際Aマッチ | 国際Aマッチ |
| 年               | 出場        | 得点        |
| ---------------- | ----------- | ----------- |
| 2021             | 8           | 2           |
| 2022             | 7           | 1           |
| 2023             | 7           | 1           |
| 2024             | 8           | 0           |
| 通算             | 30          | 4           |

## タイトル
ラボトニツキ
- マケドニアカップ: 2014-15

リエカ
- プルヴァHNL: 2016-17
- フルヴァツキ・ノゴメトニ・クプ: 2018-19[9], 2019-20

スパルタク・トルナヴァ
- スロヴェンスキー・ポハール: 2021-22, 2022-23